# Comuna Budacu de Jos, Bistrița-Năsăud
Budacu de Jos este o comună în județul Bistrița-Năsăud, Transilvania, România, formată din satele Budacu de Jos (reședința), Buduș, Jelna, Monariu și Simionești.

## Demografie
Componența etnică a comunei Budacu de Jos
     Români (78,63%)
     Romi (15,66%)
     Alte etnii (0,43%)
     Necunoscută (5,29%)
Componența confesională a comunei Budacu de Jos
     Ortodocși (83,7%)
     Penticostali (7,45%)
     Adventiști (1,09%)
     Alte religii (2,1%)
     Necunoscută (5,66%)
Conform recensământului efectuat în 2021, populația comunei Budacu de Jos se ridică la 3.289 de locuitori, în creștere față de recensământul anterior din 2011, când fuseseră înregistrați 2.772 de locuitori. Majoritatea locuitorilor sunt români (78,63%), cu o minoritate de romi (15,66%), iar pentru 5,29% nu se cunoaște apartenența etnică. Din punct de vedere confesional, majoritatea locuitorilor sunt ortodocși (83,7%), cu minorități de penticostali (7,45%) și adventiști (1,09%), iar pentru 5,66% nu se cunoaște apartenența confesională.

## Politică și administrație
Comuna Budacu de Jos este administrată de un primar și un consiliu local compus din 13 consilieri. Primarul, Florin-Sandu Simionca[*], de la Partidul Social Democrat, este în funcție din 2008. Începând cu alegerile locale din 2024, consiliul local are următoarea componență pe partide politice:
|  | Partid                          | Consilieri | Componența Consiliului | Componența Consiliului | Componența Consiliului | Componența Consiliului | Componența Consiliului | Componența Consiliului | Componența Consiliului | Componența Consiliului | Componența Consiliului |
|  | ------------------------------- | ---------- | ---------------------- | ---------------------- | ---------------------- | ---------------------- | ---------------------- | ---------------------- | ---------------------- | ---------------------- | ---------------------- |
|  | Partidul Social Democrat        | 9          |                        |                        |                        |                        |                        |                        |                        |                        |                        |
|  | Alianța pentru Unirea Românilor | 3          |                        |                        |                        |                        |                        |                        |                        |                        |                        |
|  | Partidul Național Liberal       | 1          |                        |                        |                        |                        |                        |                        |                        |                        |                        |

## Atracții turistice
- Biserica "Adormirea Maicii Domnului" din Budacu de Jos, construcție secolul al XVII-lea
- Biserica evanghelică-lutherană din satul Monariu, construită între anii 1755 - 1782
- Biserica evanghelică-lutherană din satul Buduș
- Biserica de lemn "Schimbarea la Față" din satul Budacu de Jos

## Imagini

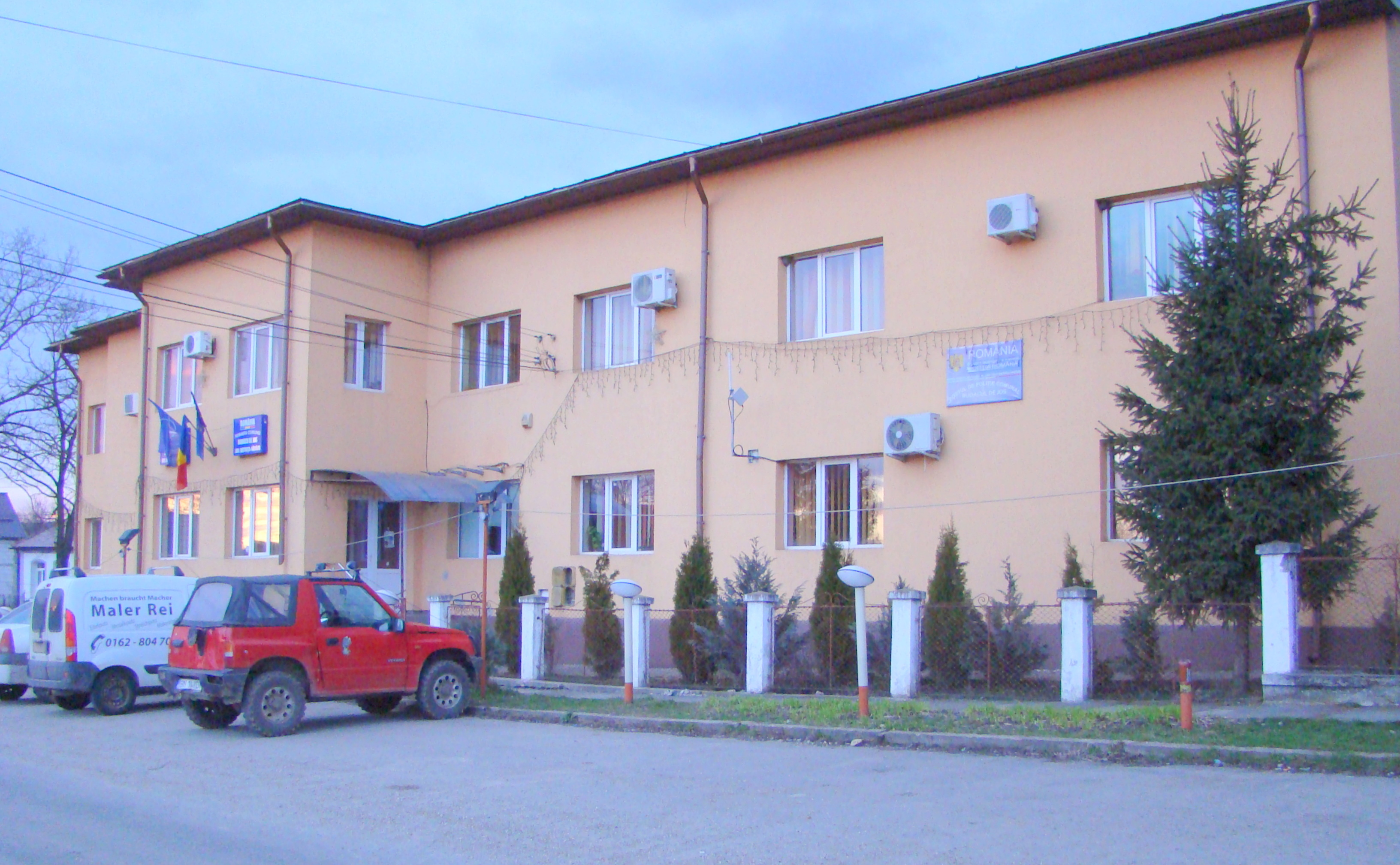
Primăria comunei Budacu de Jos
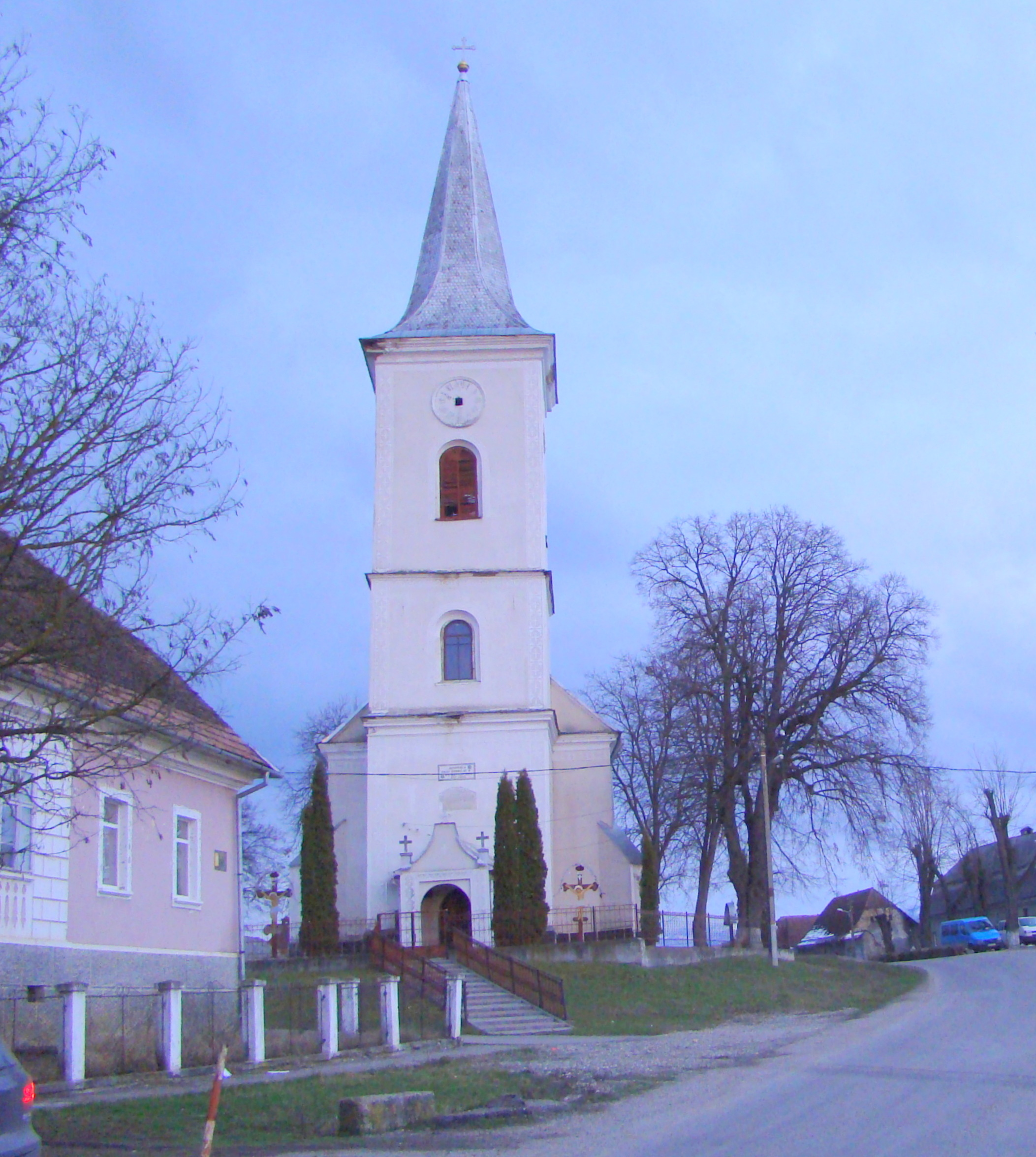
Biserica evanghelică, azi biserica ortodoxă „Adormirea Maicii Domnului” din satul Budacu de Jos
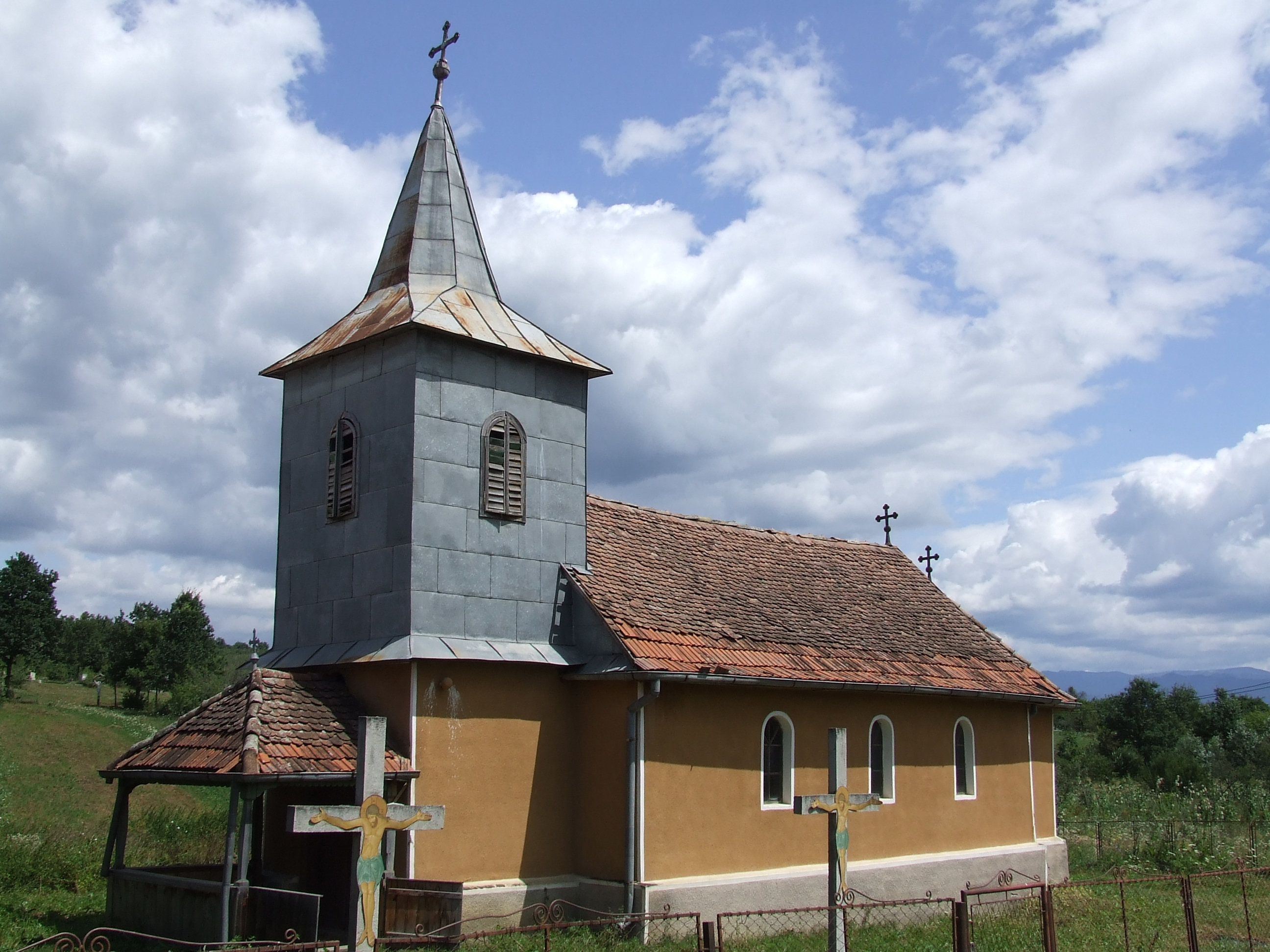
Biserica de lemn din Budacu de Jos
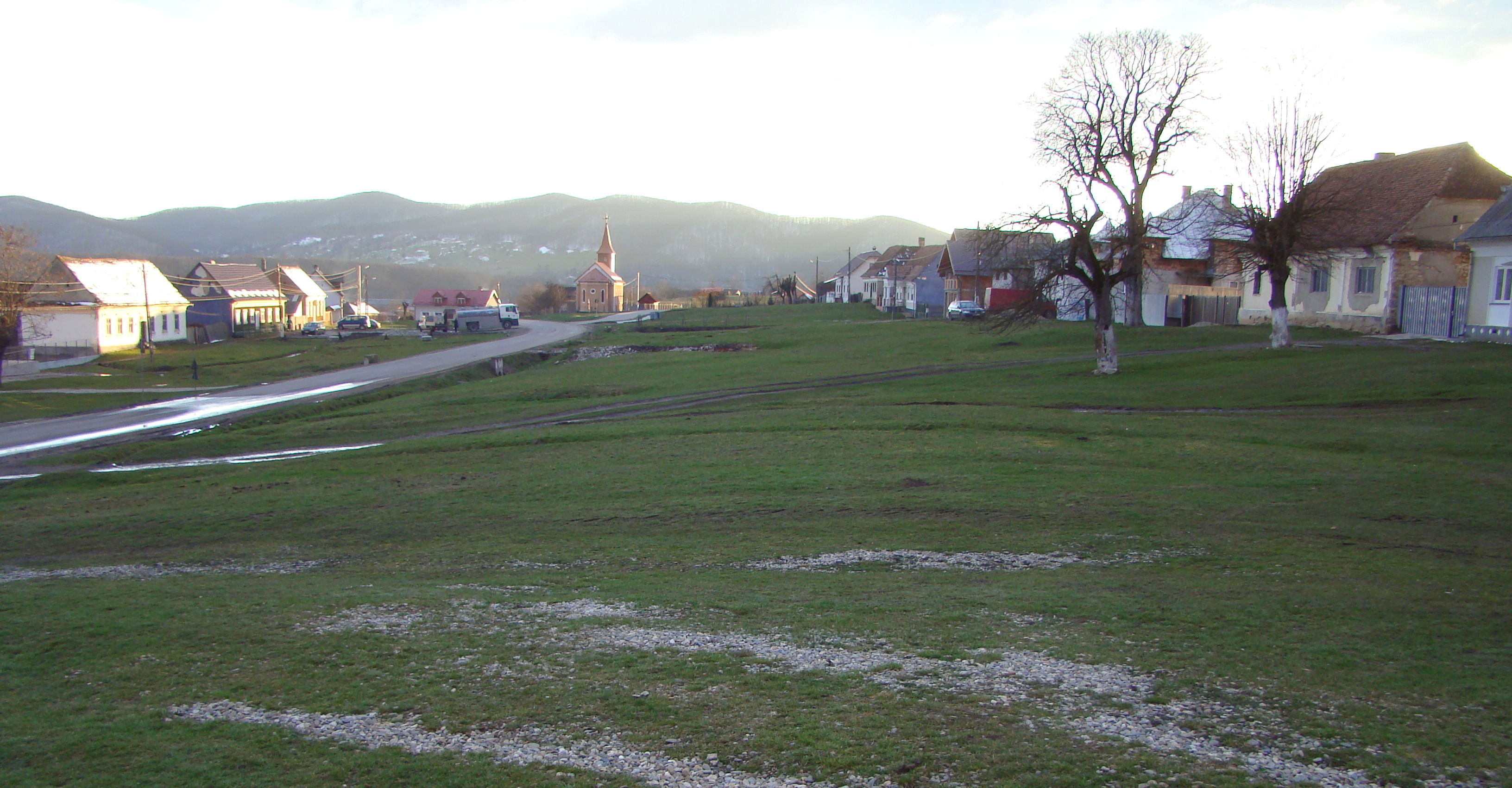
Satul Monariu
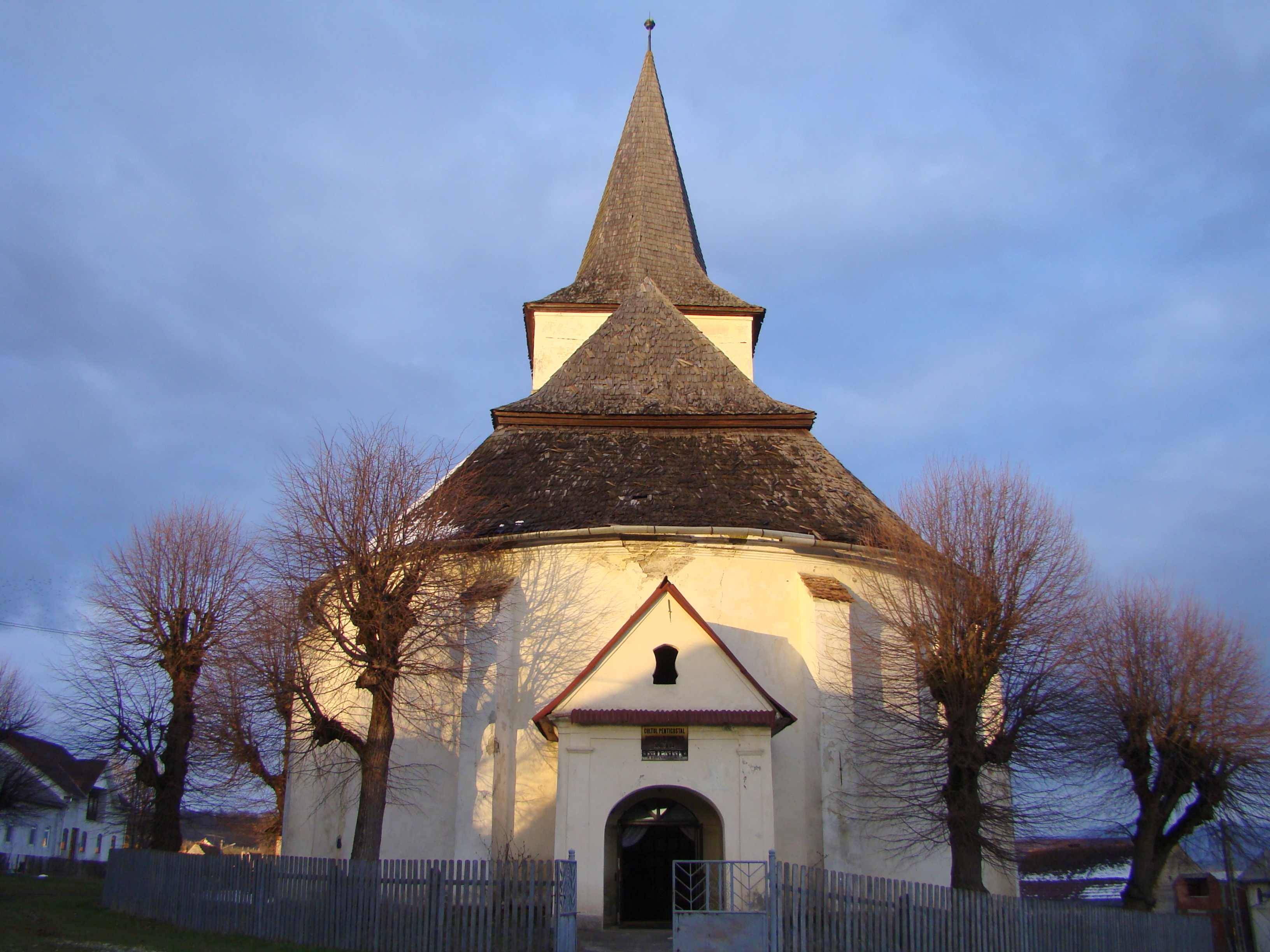
Biserica evanghelică-lutherană din satul Monariu
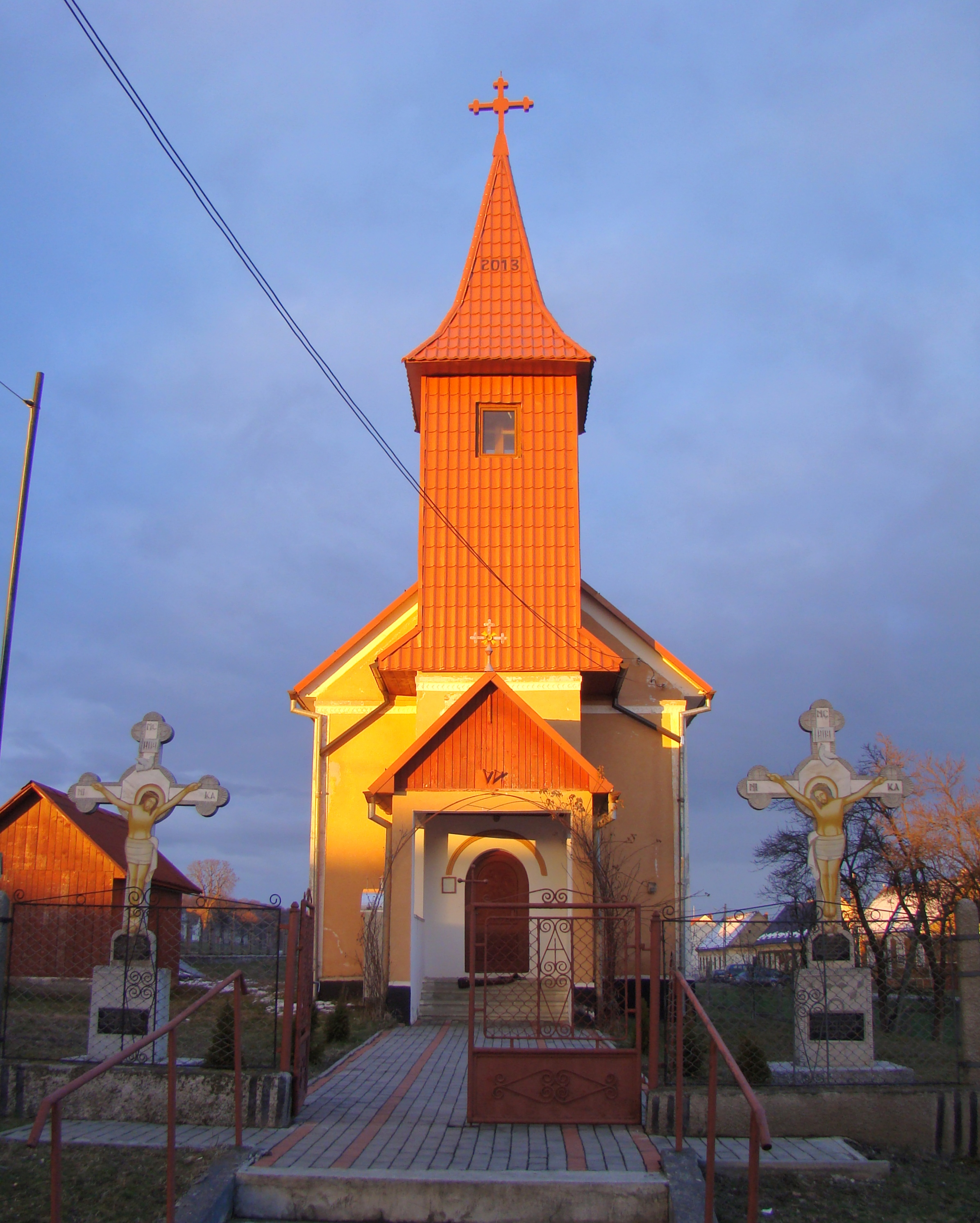
Biserica ortodoxă din Monariu (1956)
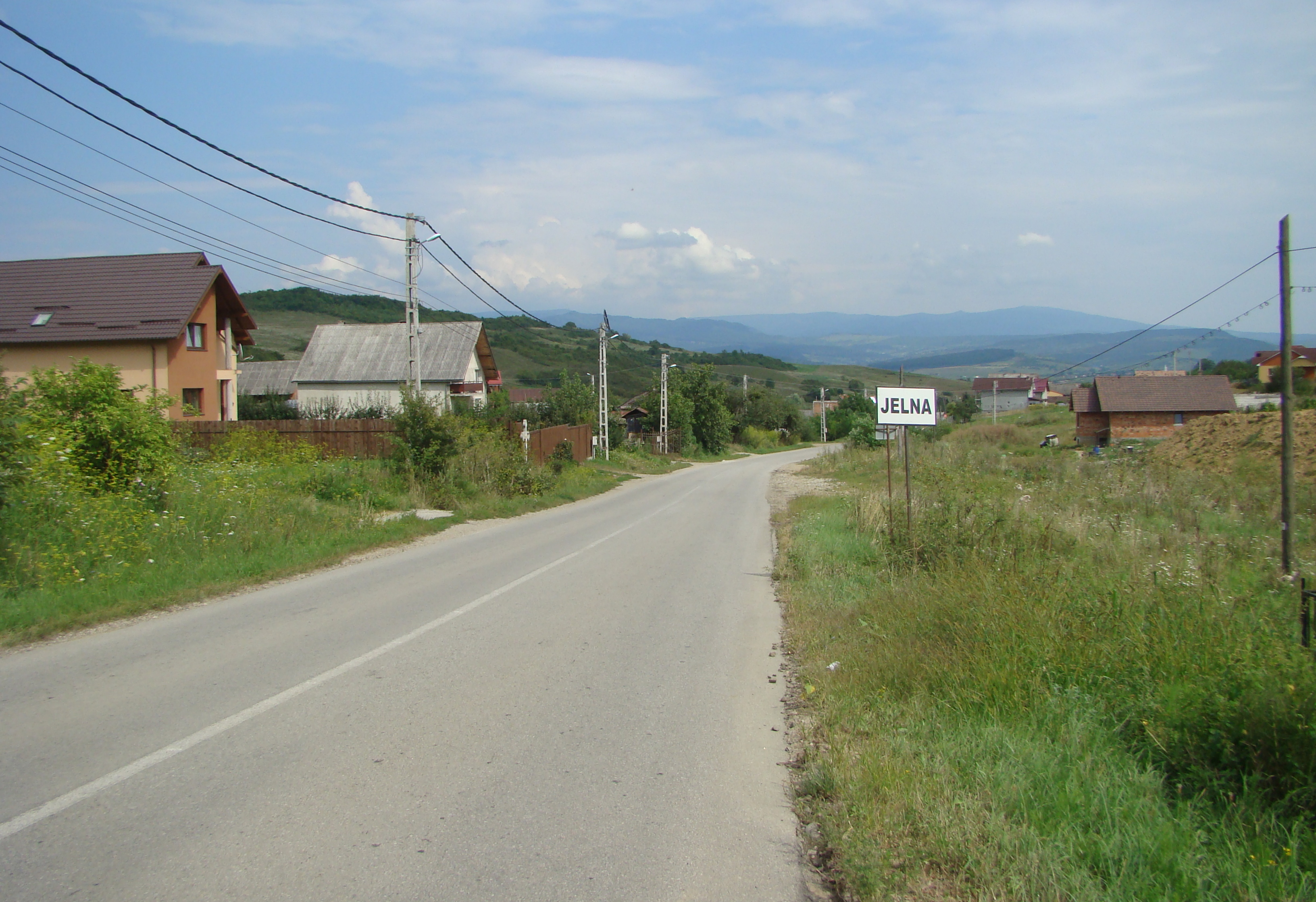
Intrarea în satul Jelna
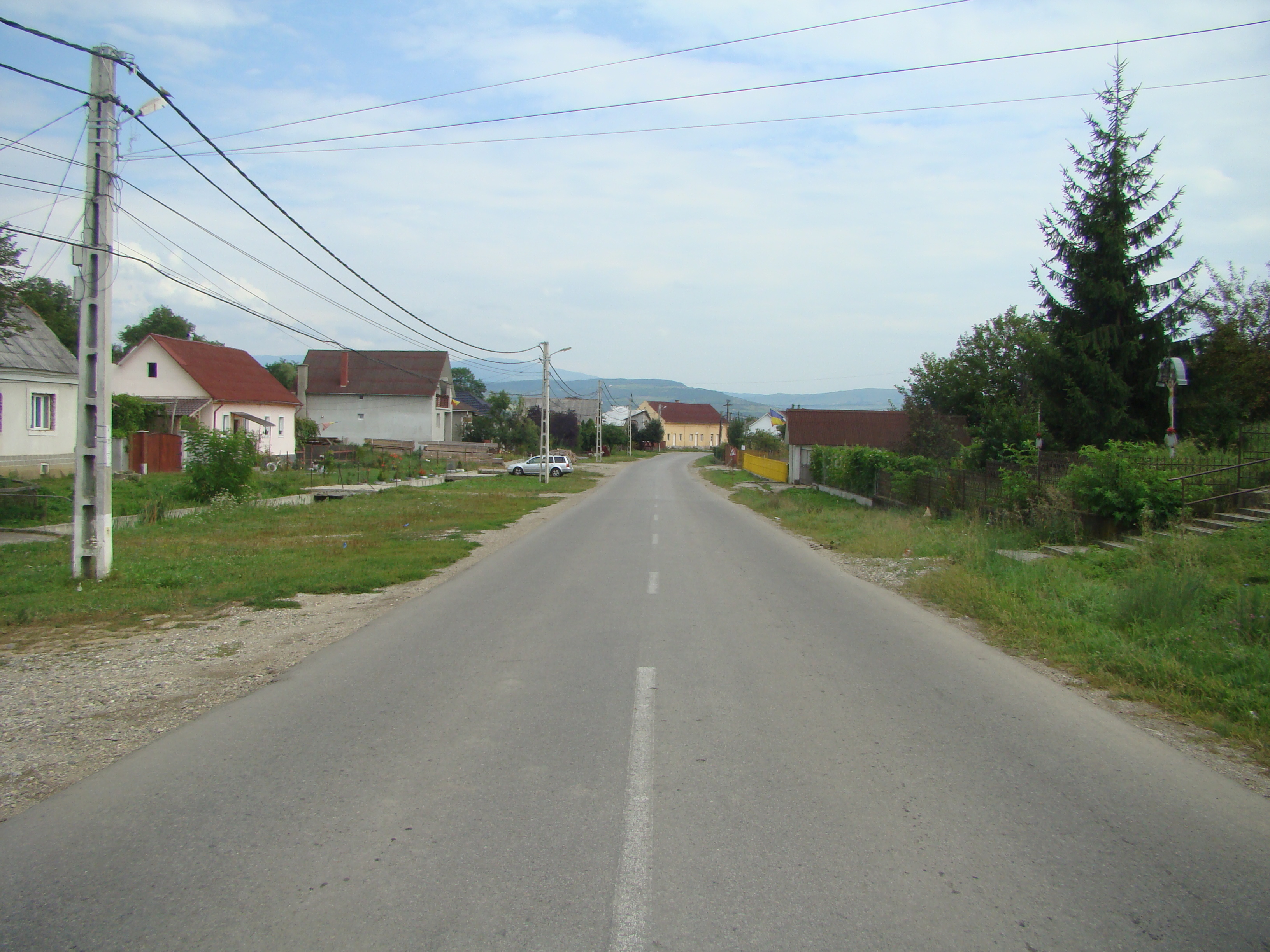
Satul Jelna
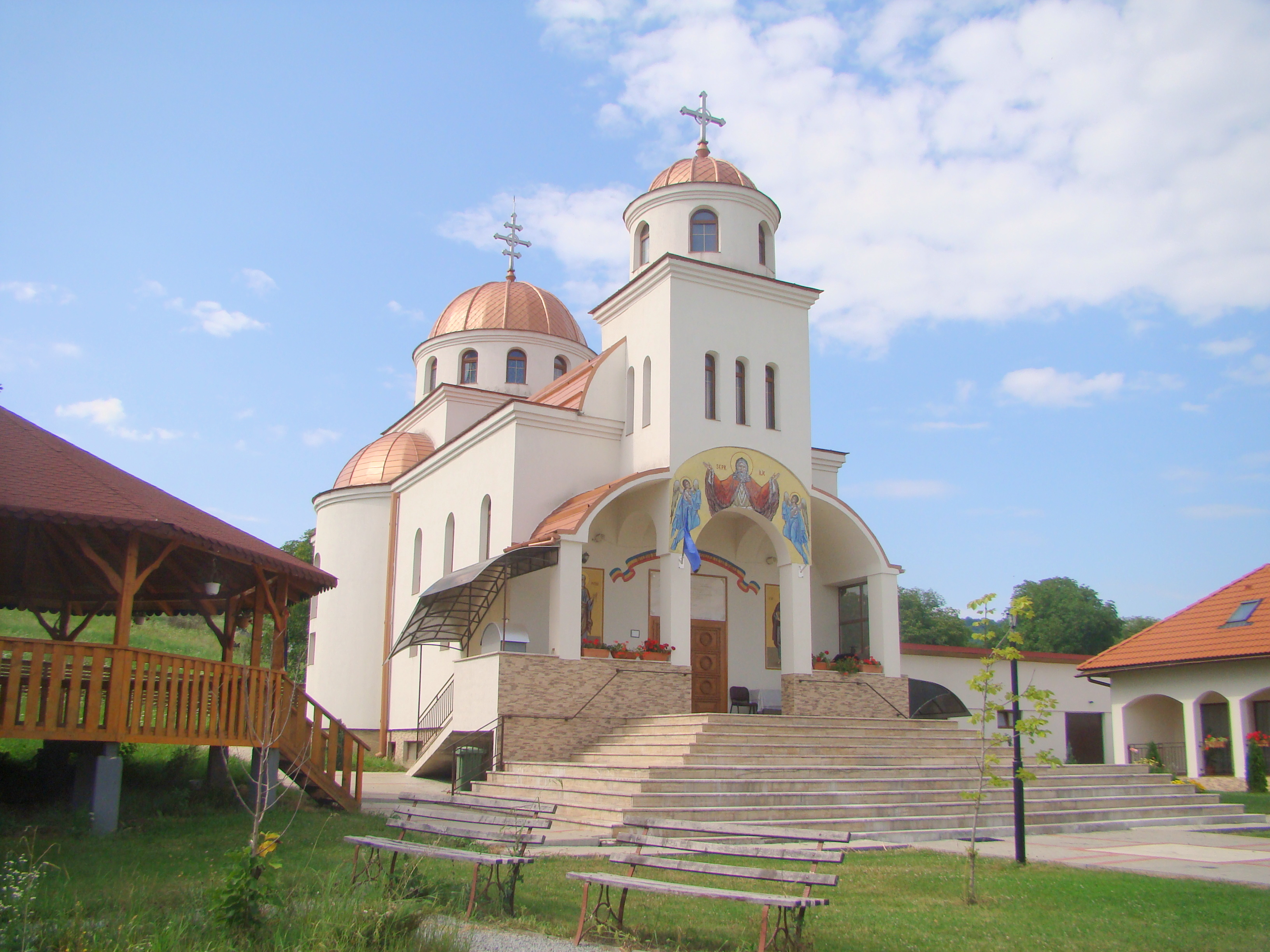
Biserica ortodoxă
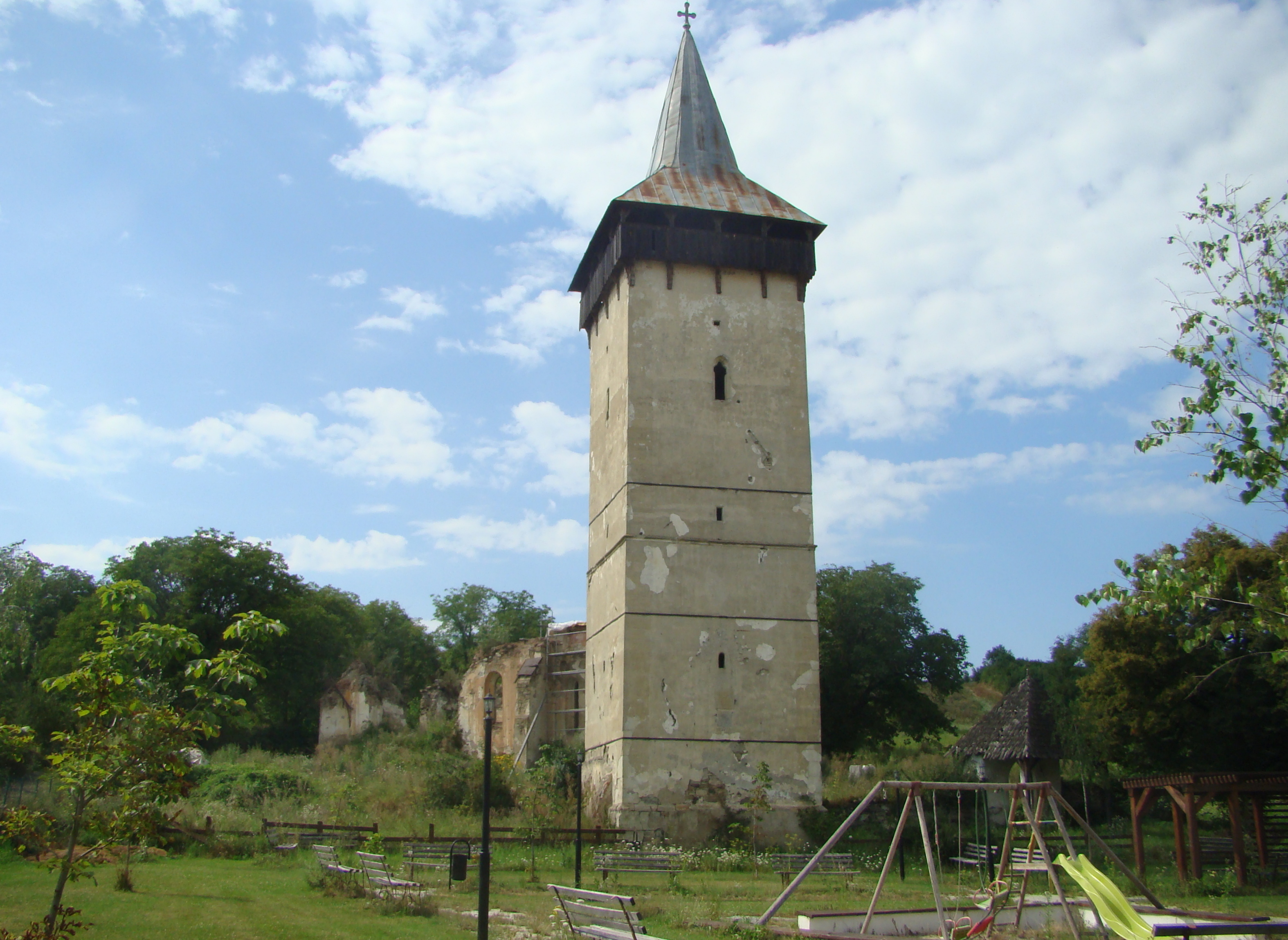
Ansamblul bisericii evanghelice (monument istoric)